# Tischtennisweltmeisterschaft 1950
Die 17. Tischtennisweltmeisterschaft fand vom 29. Januar bis 5. Februar 1950 in Budapest (Ungarn) im Volksstadion (ungarisch Népstadion) statt.
Deutschland nahm nicht teil, dafür stellten aber beim tagenden ITTF-Kongress sowohl die BRD als auch die DDR einen Aufnahmeantrag. Der Weltverband ITTF (International Table Tennis Federation) lehnte eine getrennte Aufnahme ab und bestand auf einem einheitlichen Auftreten Deutschlands.

## Erwähnenswertes
- In der Sporthalle waren an allen Wänden Spruchbänder angebracht, die vermittelten, dass es bei dieser Veranstaltung um den Weltfrieden geht. Trotzdem wurde der jugoslawische Vertreter Velkovic, der sein Land beim ITTF-Kongress vertreten sollte, aufgefordert, mit seiner Frau und seinen Kindern das Land innerhalb von 24 Stunden zu verlassen.
- Am 1. Februar endeten die Mannschaftsspiele der Männer, am 2. Februar begannen die Einzelspiele. Dabei wurden alle österreichischen Spieler, außer Trude Pritzi, geschlagen – und Pritzi hatte Glück, weil ihre Gegnerin Zelenkova nicht antrat.[1]
- Ausscheiden der Österreicher: Pritzi unterlag Rozeanu 2:3; in den Doppel siegten Bergmann-Barna über Bednar-Just 3:1 sowie Sidó-Soós über Schuech-Jejenti (AUT-IND) 3:0 und im gemischten Doppel Bergmann-Thomann über Bednar-Pritzi 3:2.[2]
- Rozeanu wurde ohne Satzverlust Weltmeisterin mit 22:20, 21:15, 21:18; Bergmanns Sieg lautete 12:21, 15:18 (Zeitüberschreitung), 21:14, 21:14, 21:13 – er lieferte ein taktisch hervorragendes Spiel, das 2 Stunden dauerte. Sidó-Farkas gewannen mit 21:17, 21:18, 21:12, Sidó-Soós mit 15:21, 21:16, 21:13, 21:18 und letztlich Beregi-Elliot mit 13:21, 21:11, 21:19, 21:17.
- Der ITTF-Kongress beschloss, die Weltmeisterschaften 1951 nach Wien zu vergeben (mit der Zusatzbemerkung, dass dies unter der Voraussetzung geschieht, dass Österreich diesen Auftrag annimmt).[3]

## Ergebnisse
| Wettbewerb        | Rang | Sieger                                                                                            |
| ----------------- | ---- | ------------------------------------------------------------------------------------------------- |
| Mannschaft Herren | 1.   | CSR (Ivan Andreadis, Max Marinko, Václav Tereba, František Tokár, Bohumil Váňa)                   |
| Mannschaft Herren | 2.   | Ungarn (József Farkas, József Kóczián, Ferenc Sidó, László Várkonyi, Ferenc Soós)                 |
| Mannschaft Herren | 3.   | England (Richard Bergmann, Bernard Crouch, Johnny Leach, Aubrey Simons, Harry Venner)             |
| Mannschaft Herren | 3.   | Frankreich (René Roothooft, Michel Lanskoy, Michel Haguenauer, Alexandre Agopoff)                 |
| Mannschaft Herren | 5.   | Schweiz (Marcel Meyer de Stadelhofen, Lucien Portal, Michel Roux, Hugo Urchetti, Georges Wassmer) |
| Mannschaft Herren | 7.   | Österreich (Heinrich Bednar, Hans Hartinger, Heribert Just, Kurt Russak, Ferdinand Schuech)       |
| Mannschaft Damen  | 1.   | Rumänien (Angelica Rozeanu, Luci Slavescu, Sari Szasz-Kolosvary)                                  |
| Mannschaft Damen  | 2.   | Ungarn (Ilona Király, Gizella Farkas, Ilona Kerekes-Solyom, Rozsi Karpati)                        |
| Mannschaft Damen  | 3.   | England (Margaret Franks, Vera Thomas, Dóra Beregi)                                               |
| Mannschaft Damen  | 3.   | CSR (Květa Hrušková, Ida Koťátková, Eliška Krejčová, Marie Kettnerová)                            |
| Mannschaft Damen  | 7.   | Österreich (Gertrude Pritzi, Ermelinde Wertl, Gertrude Wutzl)                                     |
| Herren Einzel     | 1.   | Richard Bergmann – ENG                                                                            |
| Herren Einzel     | 2.   | Ferenc Soós – HUN                                                                                 |
| Herren Einzel     | 3.   | Ferenc Sidó – HUN                                                                                 |
| Herren Einzel     | 3.   | Ivan Andreadis – TCH                                                                              |
| Damen Einzel      | 1.   | Angelica Rozeanu – ROM                                                                            |
| Damen Einzel      | 2.   | Gizella Farkas – HUN                                                                              |
| Damen Einzel      | 3.   | Sari Szasz-Kolosvary – ROM                                                                        |
| Damen Einzel      | 3.   | Rozsi Karpati – HUN                                                                               |
| Herren Doppel     | 1.   | Ferenc Sidó/Ferenc Soós – HUN                                                                     |
| Herren Doppel     | 2.   | František Tokár/Ivan Andreadis – TCH                                                              |
| Herren Doppel     | 3.   | Bohumil Váňa/Ladislav Štípek – TCH                                                                |
| Herren Doppel     | 3.   | Josef Turnovský/Václav Tereba – TCH                                                               |
| Damen Doppel      | 1.   | Dóra Beregi – ENG/Helen Elliot – SCO                                                              |
| Damen Doppel      | 2.   | Gizella Farkas – HUN/Angelica Rozeanu – ROM                                                       |
| Damen Doppel      | 3.   | Margaret Franks/Vera Thomas – ENG                                                                 |
| Damen Doppel      | 3.   | Květa Hrušková/Eliška Krejčová – TCH                                                              |
| Mixed             | 1.   | Ferenc Sidó/Gizella Farkas – HUN                                                                  |
| Mixed             | 2.   | Bohumil Váňa/Květa Hrušková – TCH                                                                 |
| Mixed             | 3.   | Ladislav Štípek/Eliška Krejčová – TCH                                                             |
| Mixed             | 3.   | Ivan Andreadis/Angelica Rozeanu – ROM                                                             |

## Medaillenspiegel
| Rang  | Land             | Gold | Silber | Bronze | Gesamt |
| ----- | ---------------- | ---- | ------ | ------ | ------ |
| 1     | Ungarn           | 2    | 4,5    | 2      | 8,5    |
| 2     | Rumänien         | 2    | 0,5    | 2      | 4,5    |
| 3     | England          | 2    | 0      | 3      | 5      |
| 4     | Tschechoslowakei | 1    | 2      | 6      | 9      |
| 5     | Frankreich       | 0    | 0      | 1      | 1      |
| Total | Total            | 7    | 7      | 14     | 28     |

## Philatelie
Die ungarische Post verwendete einen Sonderstempel und einen Maschinenwerbestempel in Budapest.